# Katastr
Termín katastr znamená rejstřík či seznam a používá se v těchto významech:
- soupis nemovitého majetku vytvořený pro daňové a úřední účely (berní rula, lánové rejstříky, karolinský katastr, teresiánský katastr, josefský katastr, stabilní katastr), případně též instituce spravující takový rejstřík (Katastr nemovitostí České republiky)
- katastr nemovitostí, katastrální kniha – soupis nemovitostí (pozemků a budov) pro jednu katastrální obec, respektive katastrální území
- katastrální území – oblast vymezená nemovitostmi evidovanými ve společném katastru (katastrální knize), zpravidla je totožná s územím dnešní nebo původní obce; někdy se lidově slovem „katastr“ označuje též rozloha území obce

Jsou uváděny dvě varianty původu slova:
1. Ze spojení řeckých slov kata a stichon. Katastichon = řádek po řádce, rejstřík, seznam. Přes italské catasto a německé Kataster.[1] Tak přichází v polovině devatenáctého století i do angličtiny z francouzštiny ze slova cadastre, kde se objevuje již v šestnáctém století ze staroitalského catastico. To pak vzešlo z pozdně řeckého katastikhos katastikhos.[2]
2. Z latinského capitastrum. Caput = hlava, capitastrum = soupis podle hlav.[3]